# Larentia invexata
Larentia invexata là một loài bướm đêm trong họ Geometridae.